# Impresión de construcciones

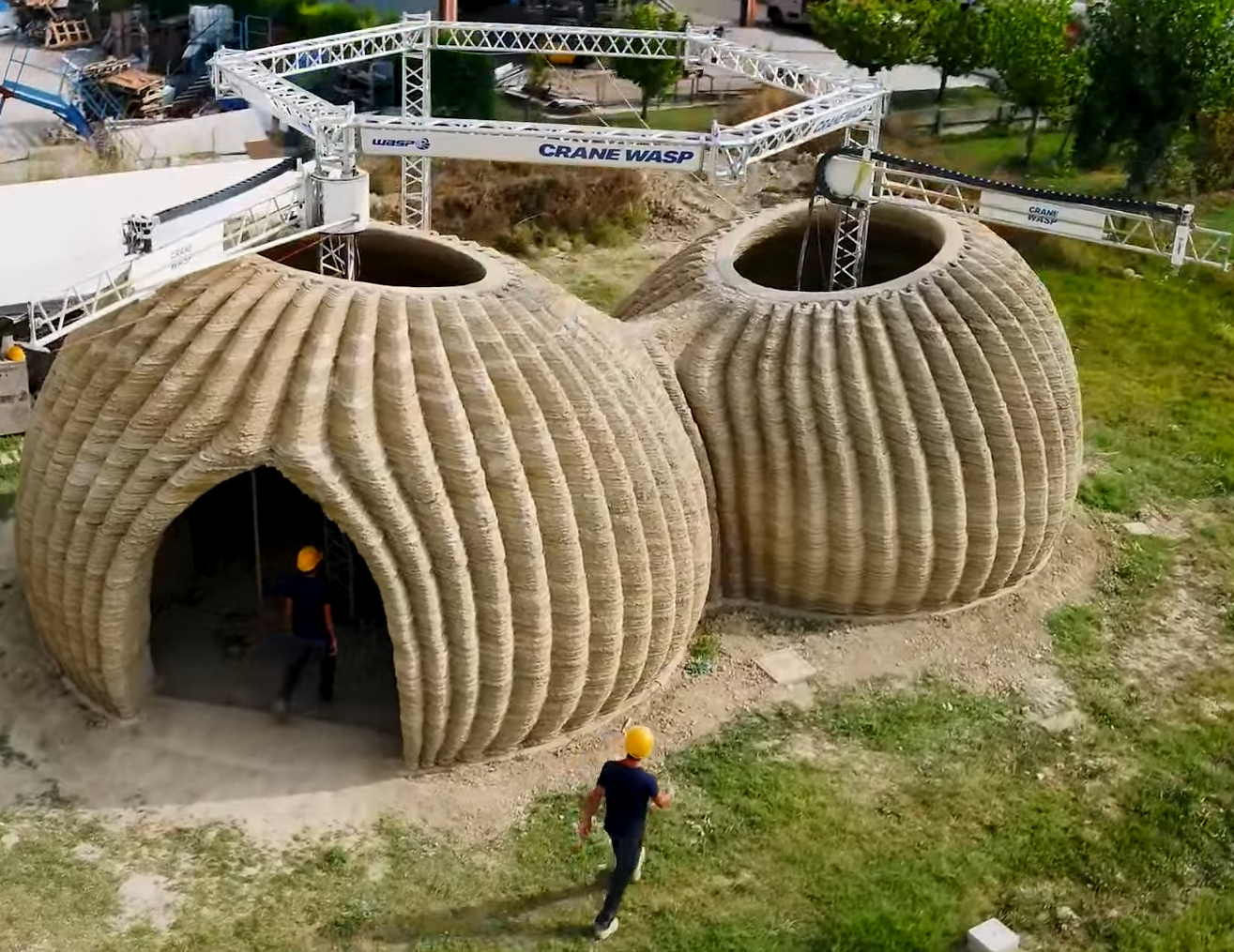
Casas impresas en 3D

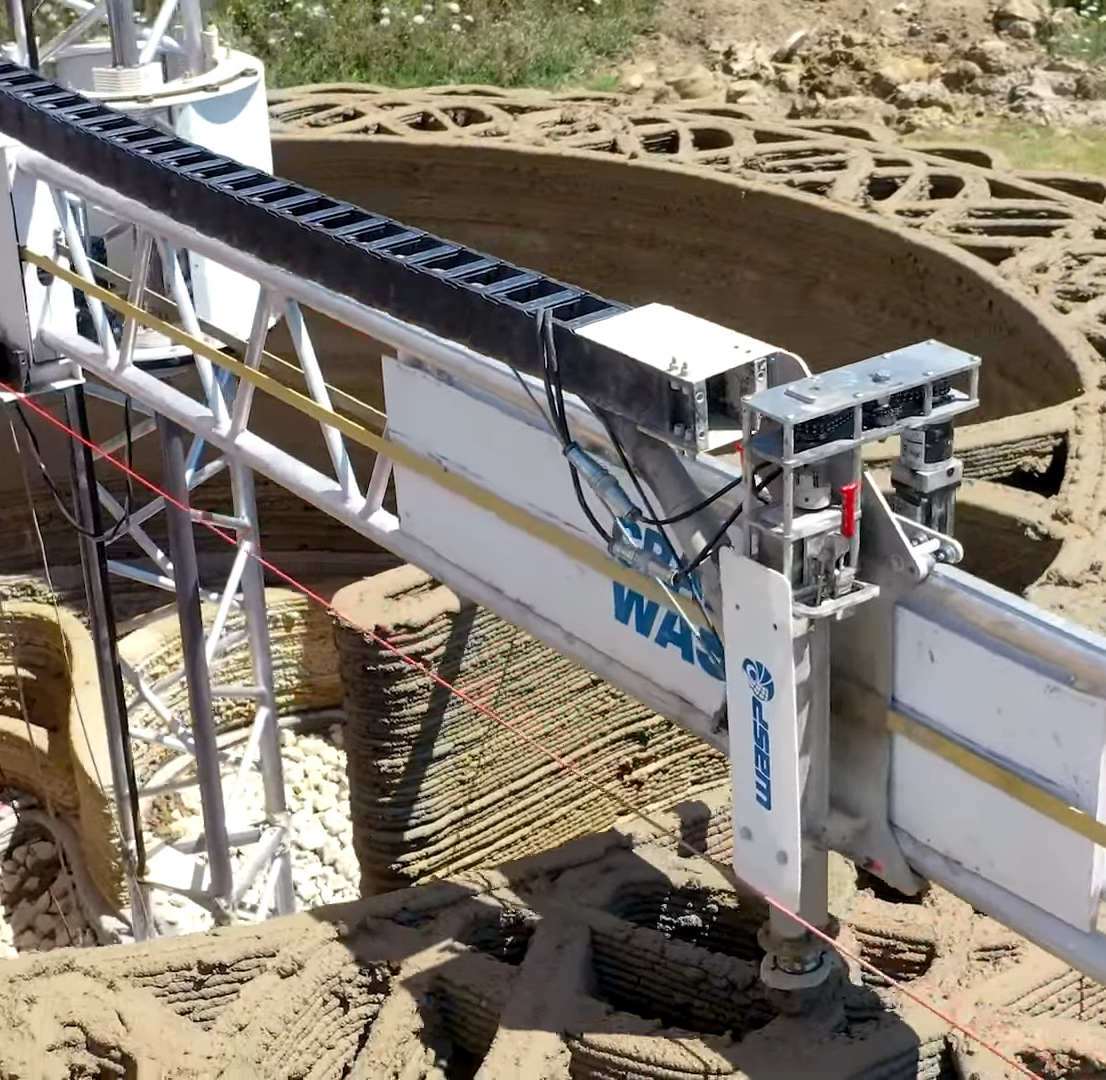
Proceso de impresión de casas en 3D

La impresión de construcciones hace referencia a varias tecnologías que utilizan la impresión 3D como forma de construir edificios. Las ventajas potenciales de este proceso incluyen una construcción más rápida, costes de trabajo más bajos (reducción total de los costes entre un 25% y 35%) y la producción de menos residuos. La impresión 3D a gran escala puede ser conveniente para la construcción de estructuras extraterrestres en la Luna u otros planetas donde las condiciones medioambientales son menos adecuadas para las prácticas de construcción de trabajo humano intensivo.
Los desarrollos en tecnologías de fabricación aditiva han hecho posible la construcción de viviendas mediante impresoras 3D las cuales son capaces de producir edificios estructurales, este avance tecnológico ha logrado introducir un nuevo concepto en construcción barata y rápida, la empresa china Shanghai WinSun Decoration Design Engineering Co, ha construido 10 casas en un día, .

## Historia
El desarrollo tecnológico relacionado con esta técnica empezó en la década de 1960, con el bombeado de hormigón y las espumas de isocianato. A finales de la década de 1990 se empezó a experimentar con la construcción de viviendas impresas en 3D mediante la extrusión de hormigón de un robot controlado por computadora y en 2014 se realizó la primera casa impresa en 3D a orillas de los canales de Ámsterdam. Esta casa no fue impresa en 3D en su totalidad, sino que las piezas de ésta fueron impresas por separado y posteriormente se juntaron para crear la estructura definitiva de la vivienda. El principal material de la construcción fue el bioplástico, un tipo de plástico derivado de plantas u otros materiales biológicos en lugar de petróleo.
La primera casa prefabricada impresa en su totalidad en 3D está en Holanda, en la ciudad de Eindhoven. Esta casa que fue habitada por primera vez en abril de 2021 y forma parte de un proyecto de construcciones denominado Proyecto Milestone, llevado a cabo por la Universidad Tecnológica de Eindhoven, el municipio de Eindhoven y las compañías Van Wijnen, Saint-Gobain Weber Beamix, Vesteda, y Witteveen + Bos, cuyo objetivo es construir cinco casas como la anteriormente mencionada. El proceso de construcción duró 120 horas. Primero se construyó una base en el  suelo y posteriormente el techo junto con varios detalles que dieron forma a la construcción. El cemento fue aplicado mediante un brazo robótico de gran tamaño que trabajó siguiendo las instrucciones del arquitecto. La casa tiene una superficie de 95 metros cuadrados y está formada por 24 piezas de hormigón. Está previsto que las siguientes viviendas de Proyecto Milestone sean arquitectónicamente más complejas y tengan varios pisos.
La empresa americana Mighty Buildings, Inc. se propone construir la primera comunidad de energía neta cero mediante impresión 3D en una superficie de dos hectáreas en Rancho Mirage, California. Esta empresa  con sede en Oakland creció con en la pandemia de la Covid-19 debido a la desde entonces creciente demanda de viviendas unifamiliares y se planea construir 15 casas equipadas con paneles solares que sean energéticamente autosuficientes. El proyecto se llevará a cabo con la ayuda del desarrollador inmobiliario californiano Basil Starr, CEO de Palari y cuenta con un presupuesto de 15 millones de dólares. Cada vivienda tendrá un coste de unos 100 000 dólares y dispondrá de tres habitaciones, dos baños y patios traseros. Además, estarán disponibles otras configuraciones que tienen una residencia secundaria y otras facilidades como puertos de carga de vehículos eléctricos. El precio de estas viviendas en encargo variará entre los 559.000 dólares y los 950.000 dólares.

## Técnicas de impresión 3D

### Contour Crafting
Proceso basado en una impresora 3D que tiene la capacidad de imprimir piezas de grandes dimensiones. Funciona mediante un cabezal de impresión que se mueve horizontal y verticalmente siguiendo las directrices del ordenador a través del archivo GCODE. El cabezal extruye hormigón de secado rápido capa a capa y cuenta con una paleta exterior para mejorar el acabado. Mediante este sistema se puede construir una casa 185 m² en 24 horas, incluyendo ventanas e instalaciones eléctricas y de agua.

### D-Shape
Sistema que se caracteriza por poder imitar fácilmente formas pétreas que recuerden a la naturaleza. Mediante el D-Shape se puede realizar una vivienda de una sola vez, desde el sótano hasta el techo. La impresora está formada por un marco de aluminio de 6x6 metros que se mueve en el eje Z a lo largo de cuatro pilares que son movidos por motores y un cabezal de impresión de 300 boquillas. El proceso se basa en una determinada aplicación de arena y un aglutinante que al pasar 24 horas se endurecen creando una composición parecida al cemento Sorel.

### Concrete printing
Este sistema a base de hormigón  puede crear formas y tamaños más diversos que los anteriores. No obstante, debido a que el cabezal de la impresora no posee paletas de extrusión, el acabado es de menor calidad.

## Maquinaria para la impresión 3D

### Suspensión por cable
Sistema que consiste en un cabezal suspendido en el aire y sostenido mediante cables cuyo movimiento es controlado por motores. Las ventajas de este método son que es una solución fácil se transportar y que es capaz de imprimir en grandes superficies.

### Brazo robótico
Sistema que permite una impresión más versátil que el anterior debido a que se lleva a cabo por brazos robóticos con seis grados de libertad. El sistema de extrusión es el mismo que en otros sistemas pero queda limitado por el radio del brazo robótico.

### Minirobots
Construcción mediante robots de pequeño tamaño con ruedas y gran capacidad de movimiento que construyen el edificio "grano a grano". Sistema ideal para construir en zonas de difícil acceso pero que  es difícil de llevar a cabo actualmente por la falta de conocimiento acerca de cómo coordinar los robots correctamente.

## Ventajas
- Posibilidad de otorgar un alto nivel de detalle y ornamentación a la construcción, al contrario de los edificios construidos mediante hormigón.[3][9]
- Posibilidades de diseño ilimitadas: facilidad para personalizar cada parte de la casa según las necesidades y gustos del cliente.[3]
- Sostenibilidad: debido a que la impresión 3D es un modelo de construcción aditivo, la materia prima se convierte directamente en material final. Los materiales de construcción se aprovechan más y se reduce la necesidad de transporte.[3][5]
- Reducción de residuos debido a que no se necesitan moldes para verter el hormigón[10]
- Beneficios económicos: por los motivos anteriormente mencionados, el coste en materiales disminuye en gran medida, así como el coste en transporte y mano de obra que llega a reducirse en un 95%. Se calcula que en total el precio se reduce en un 35%.[11]
- La complejidad de la fabricación no eleva el coste. Debido a que el coste es igual para construir formas sencillas o complejas, se pueden crear estructuras complicadas sin invertir tanto dinero como requeriría un método de construcción más tradicional.[8][9]
- La impresión 3D de construcciones ofrece un amplio abanico de formas, no como la maquinaria industrial tradicional que está limitada a fabricar un corto rango de formas.[8]
- El ensamblaje es innecesario debido a que la impresora 3D es capaz de fabricar y acoplar a la vez las mismas partes de un producto.[8]
- Posibilidades de diseño ilimitadas, ya que no hay obstáculos en el proceso de fabricación del producto relacionados con la herramienta como en otras disciplinas (por ejemplo; la cerámica y la escultura tradicional).[8]
- Facilita la reconstrucción de edificios monumentales que han sido destruidos mediante la réplica digital 3D de un edificio que permita posteriormente la reconstrucción del mismo.[12]
- Mínima necesidad de personal cualificado, debido a que la impresora funciona de forma automática mediante las directrices de un archivo de modelado.[8]
- Posibilidad de reproducir réplicas exactas: mediante el escaneo de un objeto determinado la impresora es capaz de reproducir un objeto idéntico al analizado.[8]
- Rapidez: una vivienda tarda unos diez días en ser construida.[12]

## Limitaciones
- Materiales limitados. Cada vez que se implementa un nuevo material en este tipo de construcciones, los costes son muy elevados.[8]
- Posibilidad de la infracción del copyright debido a la piratería.[8]
- La creación de objetos peligrosos como armas se hace más accesible.[8]
- Limitaciones relacionadas con el terreno: Las casas 3D necesitan construirse sobre un terreno plano.[13]
- Contaminación: a pesar de que el impacto medioambiental es mínimo en varias áreas de la construcción (transporte, máximo aprovechamiento de los materiales de construcción, etc.), el material comúnmente utilizado en esta técnica de construcción es el plástico.[8]
- Desempleo. Este sistema de construcción que funciona de forma autónoma hace que muchos trabajos del sector sean prescindibles aunque surjan nuevos perfiles profesionales.[12][14]
- Limitaciones relacionadas con las dimensiones del edificio: debido a que la impresora tiene un tamaño determinado, se limita el tamaño del edificio y la distancia entre una vivienda y la siguiente[15]
- Hasta ahora solo se ha podido llevar a cabo la construcción de viviendas de una sola planta.[15]
- Las casas fabricadas mediante impresión 3D aún no cumplen con los estándares y normas de edificación para un país desarrollado.[15]